# (18101) Coustenis
(18101) Coustenis est un astéroïde de la ceinture principale.

## Description
(18101) Coustenis est un astéroïde de la ceinture principale. Il fut découvert le 5 juin 2000 à la station Anderson Mesa par le programme LONEOS. Il présente une orbite caractérisée par un demi-grand axe de 2,28 UA, une excentricité de 0,19 et une inclinaison de 5,1° par rapport à l'écliptique.

## Compléments
Ce petit corps du système solaire fut nommé en hommage à Athena Coustenis, astrophysicienne, directrice de recherche au laboratoire de recherches spatiales et d’instrumentation en astrophysique (LESIA), à l’Observatoire de Paris-Meudon.